# Facultad de Medicina (Universidad de Alcalá)
La Facultad de Medicina de Alcalá es un centro educativo público de la Universidad de Alcalá (España) situado en su Campus Científico-Tecnológico o Externo, próximo a la A-2. Su edificio actual fue diseñado por José Ramón Álvarez García, e inaugurado en 1986. Su denominación oficial actual es Facultad de Medicina y Ciencias de la Salud, al incorporar todas las titulaciones relacionadas con las áreas de Medicina, Enfermería, Fisioterapia y Ciencias de la Actividad Física y del Deporte.

## Historia

### Antecedentes

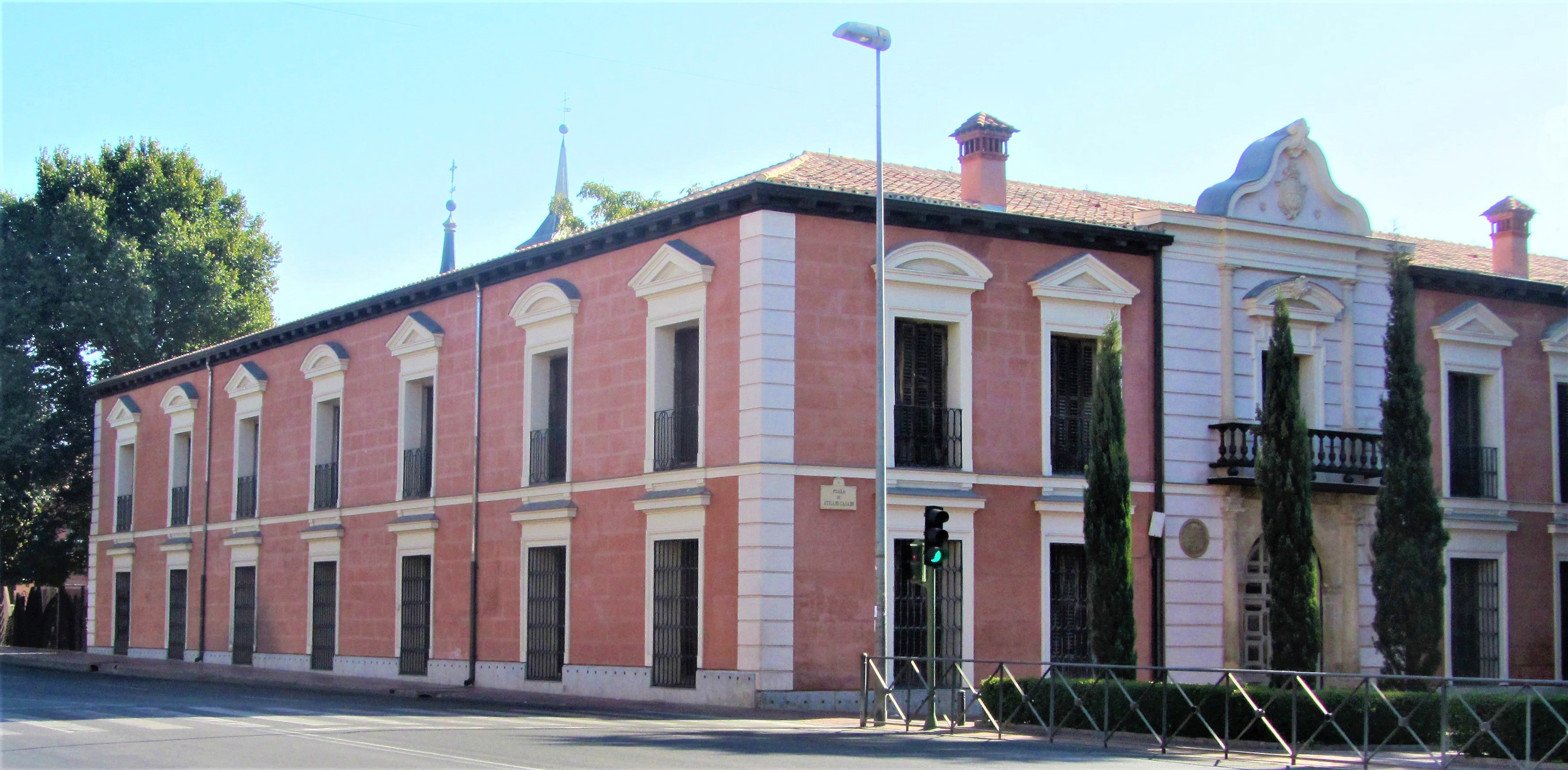
Antiguo Hospital de San Lucas y San Nicolás en Alcalá de Henares, actualmente denominado Palacio de los Casado.

Los estudios medicina de la universidad cisneriana iniciaron su actividad académica en 1509, y desde sus comienzos estaban impregnados de humanismo científico, llegando a convertirse en el modelo universitario durante el siglo XVI. Los estudiantes de medicina solían residir en el Colegio de la Madre de Dios o de los teólogos, fundado en 1513 por el Cardenal Cisneros. Desde 1540 disponía del Hospital de San Lucas y San Nicolás, destinado a  estudiantes enfermos, donde ejercían los catedráticos de Medicina y realizaban prácticas los estudiantes. Destacó por sus traducciones al latín de las obras de Galeno e Hipócrates, así como la introducción de la enseñanza de la anatomía y práctica de las disecciones (1534), e incluso la constitución de una cátedra de anatomía (1563) y otra de cirugía (1574).
A partir del siglo XVII el desarrollo de las ciencias se estancó en España, y las cátedras estaban mal remuneradas, por lo que decayó la calidad de la enseñanza y el número de alumnos. Al fundarse en Madrid, en 1787, el Real Colegio de Cirugía de San Carlos acentuó su deterioro, cerrando finalmente en 1836 junto con su hospital universitario.
Médicos ilustres durante esta época fueron: Andrés Laguna, Cristóbal de Vega, Diego de Argumosa, Diego Mateo Zapata, Fernando de Mena, Francisco Díaz, Francisco Enríquez de Villacorta, Francisco Hernández de Toledo, Francisco Vallés (Divino Vallés), Juan Huarte de San Juan, Nicolás Monardes y Pedro Miguel de Heredia.

### Universidad de Alcalá contemporánea
Durante el año 1975 se establecieron en Alcalá de Henares algunas facultades dependientes de la Universidad Complutense de Madrid, a fin de descongestionarla. Entre ellas se encontraba la de Medicina.
En 1977 la nueva Universidad de Alcalá se inaugura con las facultades de Medicina, Ciencias, Ciencias Económicas y Empresariales, y Farmacia, continuando con las enseñanzas que desde 1975 se venían impartiendo Alcalá de Henares como extensión de la Universidad Complutense de Madrid.
Las instalaciones iniciales se organizaron sobre improvisadas aulas del antiguo aeródromo militar; hasta que en 1986 se inauguró el edificio actual de la Facultad de Medicina, diseñado por los arquitectos José Ramón Álvarez García y Joaquín Lacambra sobre una parcela de 46.400 m², teniendo como superficie total construida 25.178 m². 
El primer hospital docente de la Facultad de Medicina alcalaína fue el Hospital Universitario de Guadalajara, en 1982. En 1988 se inauguró en Alcalá de Henares el Hospital Universitario Príncipe de Asturias. Y, posteriormente, se han incorporado dos hospitales de Madrid a la oferta académica, el Ramón y Cajal y el Gómez Ulla. Desde 2015 participan, como centros de salud universitarios, 30 centros de Atención Primaria repartidos por Alcalá de Henares, Azuqueca de Henares, Guadalajara, Madrid y Torrejón de Ardoz.

#### Decanos

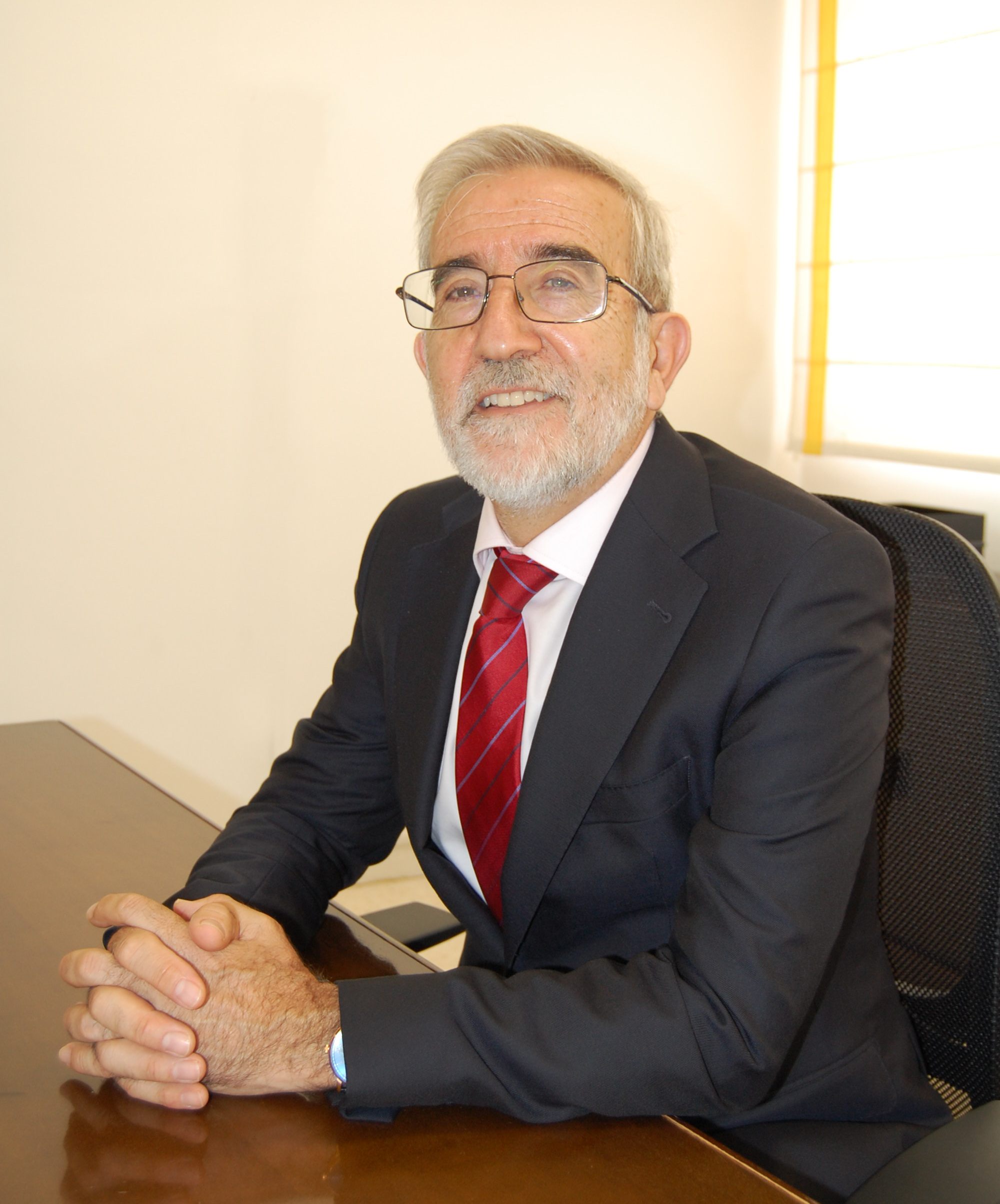
Gabriel de Arriba de la Fuente decano de la Facultad de Medicina y Ciencias de la Salud.

| Orden | Período           | Nombre                         | Nombre |
| ----- | ----------------- | ------------------------------ | ------ |
| 1     | 1981              | Octavio Salmerón Vigil         |        |
| 2     | 1981 - 1985       | Luis Gómez Pellico             |        |
| 3     | 1985 - 1986       | María Beltrán Dubón            |        |
| 4     | 1986 - 1990       | Margarita Barón Maldonado      |        |
| 5     | 1990 - 2004       | Antonio López Alonso           |        |
| 6     | 2004 - 2010       | José Vicente Saz Pérez         |        |
| 7     | 2010 - 2012       | María Julia Buján Varela       |        |
| 8     | 2012 - 2013       | Melchor Álvarez de Mon Soto    |        |
| 9     | 2013 - 2014       | María Julia Buján Varela       |        |
| 10    | 2014 - 2020       | Manuel Rodríguez Zapata        |        |
| 11    | 2020 - 2023       | Lourdes Lledó García           |        |
| 12    | 2023 - actualidad | Gabriel de Arriba de la Fuente |        |

## Estudios
Imparte todas las enseñanzas relacionadas con la salud, la medicina y la investigación sanitaria. Las prácticas clínicas se realizan en el Hospital Universitario Príncipe de Asturias, en el Hospital Universitario Ramón y Cajal, en el Hospital Central de la Defensa Gómez Ulla y en el Hospital Universitario de Guadalajara; así como en los centros de salud de Alcalá de Henares, Guadalajara, Torrejón de Ardoz y la zona este de Madrid.

### Grado
- Grado en Medicina[20]
- Grado en Ciencias de la Actividad Física y del Deporte (CCAFYDE)[21]
- Grado en Enfermería[22][23]
- Grado en Fisioterapia[24]

### Postgrado

#### Doctorado
- Atención Sociosanitaria en los Cuidados de Salud. Fundamentos e Intervenciones
- Ciencias de la Salud
- Farmacia
- Fisioterapia Manual
- Química Médica
- Señalización Celular

#### Másteres
- Señalización Celular: Investigación y Desarrollo
- Farmacia y Tecnología Farmacéutica, conjunto con la Universidad Complutense de Madrid.
- Fisioterapia Manual del Aparato Locomotor
- Investigación en Inmunología, realizado además en las universidades Complutense de Madrid, Autónoma de Madrid, de Santiago de Compostela y de Zaragoza.
- Salud Pública

### Postgrados propios
- Títulos de máster: Ciencias de la Salud
- Títulos de experto: Ciencias de la Salud

## Departamentos

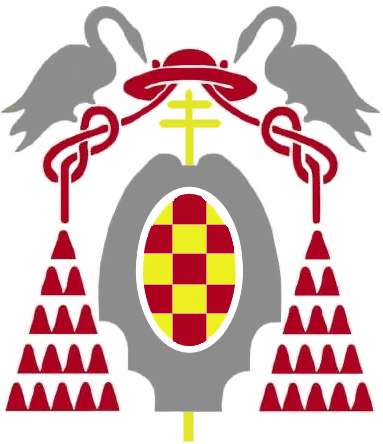
Escudo de la Universidad de Alcalá.

Departamentos de la Facultad de Medicina:
- Biología de Sistemas
- Biomedicina y Biotecnología
- Ciencias Biomédicas
- Cirugía, Ciencias Médicas y Sociales
- Enfermería y Fisioterapia
- Medicina y Especialidades Médicas

## Equipo docente
La estructura del personal académico del grado de Medicina se compone de 388 profesionales, entre catedráticos y profesores.

## Publicaciones

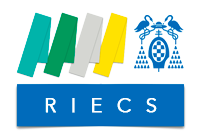
Logo de la revista RIECS.

- Revista de Investigación y Educación en Ciencias de la Salud (RIECS) ISSN 2530-2787[26]
- Colección de casos clínicos cerrados de la Facultad de Medicina y Ciencias de la Salud Universidad de Alcalá (3 volúmenes en formato libro electrónico).[27]

## Edificio

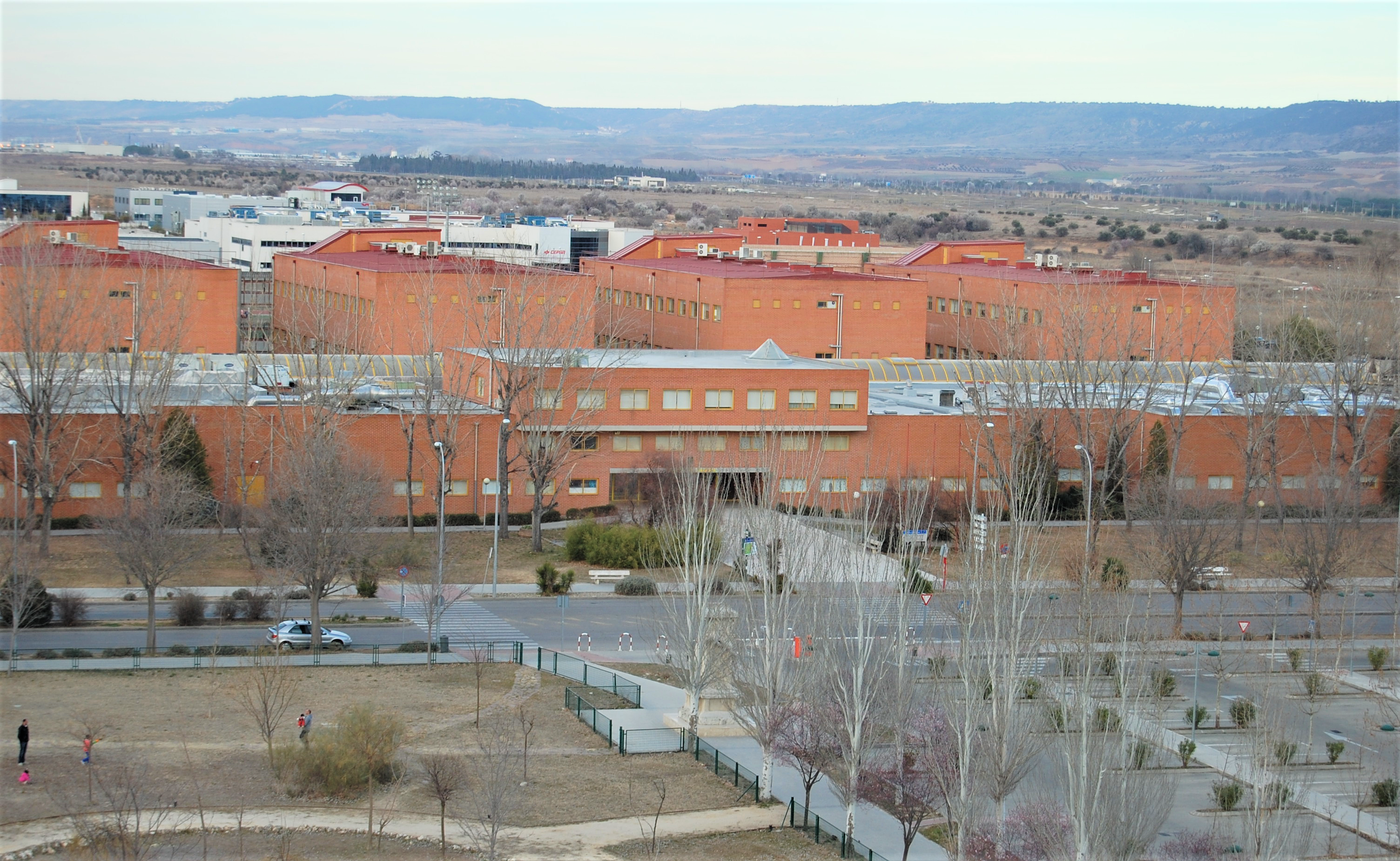
Vista aérea de la Facultad de Medicina de Alcalá.

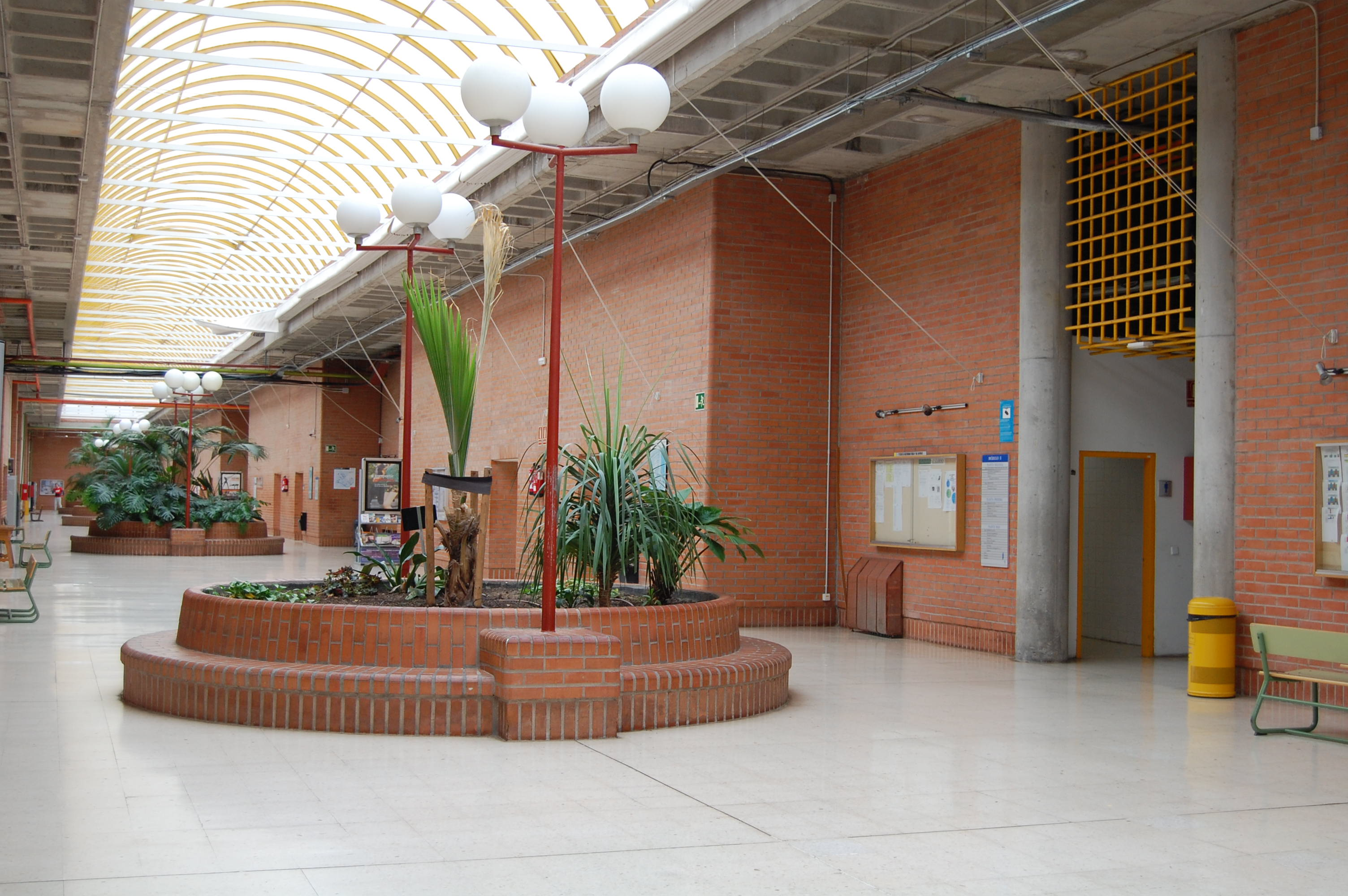
Paseo central de la Facultad de Medicina de Alcalá.

En 1982 el arquitecto José Ramón Álvarez García elaboró el proyecto de la Facultad de Medicina, su construcción se finalizó en 1985 y se inauguró en 1986. Dispone de seis aulas de hasta 200 plazas, un salón de actos de 504 plazas, aula de informática (40 plazas), biblioteca, librería,  cafetería, zonas departamentales, de servicios administrativos, etc.
El edificio es modular y funcional, a base de hormigón y ladrillo, diseñado en tres bandas paralelas orientadas de norte a sur. Dispone de una superficie construida de 25.178 m², sobre una parcela de 46.400 m², está distribuida en dos inmuebles bien diferenciados separados por un pasillo central. Se usa pintura de color amarillo (símbolo de la Medicina) como recubrimiento de los elementos metálicos.
La fachada de ladrillo está orientada hacia el oeste en predominante horizontalidad, y presenta tres plantas en la zona central y dos en las laterales, dedicadas principalmente a usos administrativos, junto con la biblioteca y el salón de actos.
En su interior hay un paseo central, como nexo y distribuidor entre los dos bloques, con iluminación cenital mediante bóveda de policarbonato traslúcido y grandes jardineras centrales, dándole aspecto y dimensiones de una calle interior.
El bloque oriental es de tres plantas. Dispone de cinco módulos perpendiculares al pasillo central, que albergan las aulas y las zonas departamentales dedicadas a las actividades docentes y de investigación. Los módulos, a su vez, están intercomunicados horizontalmente, entre sus plantas superiores, mediante galerías acristaladas a modo de puentes. Como anexos, dispone de dos pabellones para otras instalaciones y almacén.

## Reconocimiento
- XX Certamen Internacional de Cine Médico, Salud y Telemedicina (VIDEOMED 2016): Mejor documental en docencia en Medicina, y Premio FUNDADEPS en educación para la salud por el documental de la Facultad de Medicina de Alcalá "Innovación en la Docencia en Medicina: Aprendizaje de Competencias y Habilidades".[30]

- Premios Educación Médica 2017: candidatura finalista en la categoría de Mejor Proyecto o Trabajo en la Enseñanza de Grado por el proyecto "Desarrollo de un Programa formativo, transversal e integral en Competencias Clínicas, de Comunicación e Investigación en el 6º Curso del Grado en Medicina".[31][32]

## Personas relacionadas
- Belén Garijo (1960- ) directora ejecutiva multinacional farmacéutica.

## Accesibilidad
La Facultad de Medicina se localizada en el Campus Externo o Científico-Tecnológico de la Universidad de Alcalá. Está ubicada cerca del Hospital Universitario Príncipe de Asturias, y rodeada por los edificios de las Facultades de Enfermería-Fisioterapia, Farmacia y Ciencias Ambientales. 
Es accesible en coche a través de la carretera A-2 (Autovía Madrid-Barcelona) en el kilómetro 31,7 viniendo desde Madrid, y en el kilómetro 32,2 procediendo desde Guadalajara. Por tren mediante las líneas C-2, C-8 y C-8a de la red de Cercanías Madrid, con parada en la Estación de Alcalá de Henares Universidad. Y en autobús, por las líneas urbanas 1A, 1B, 2, 3 y 11; e interurbanas 227, 232, 250, 275, 824, FS2 y N202.

## Referencias

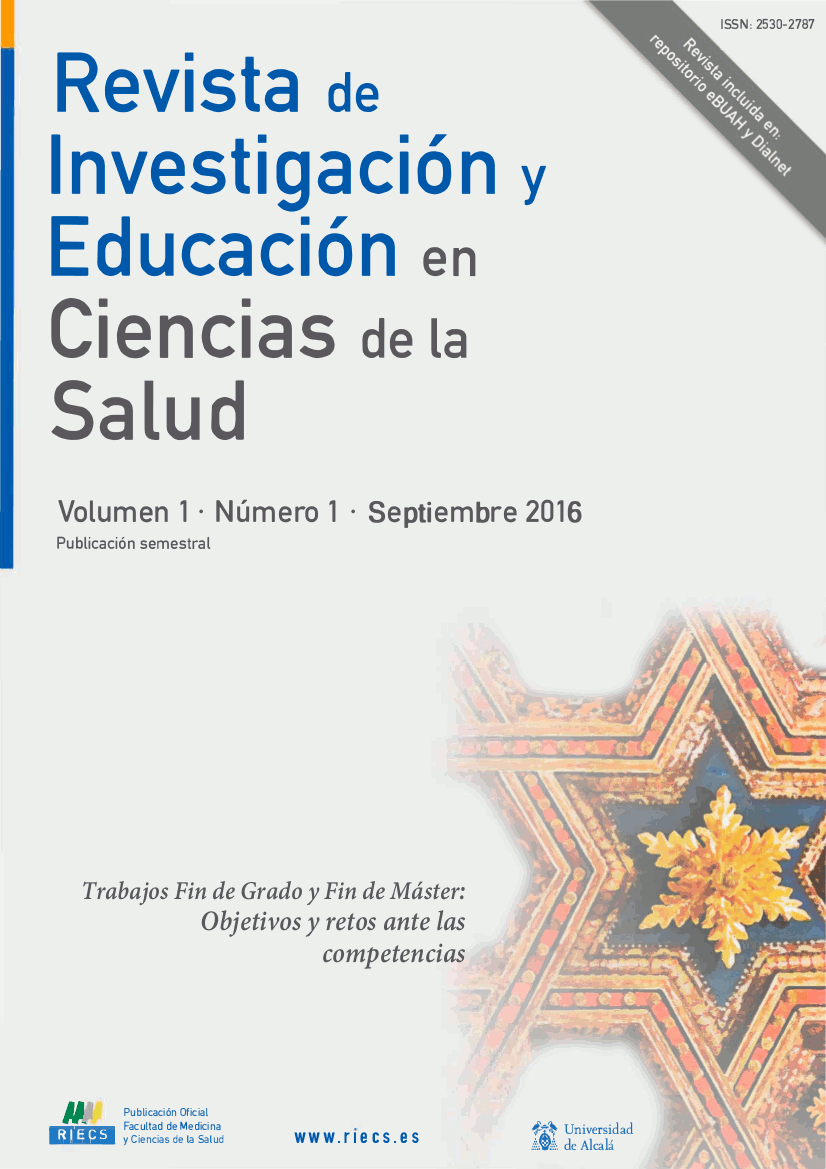
Primera portada de la Revista de Investigación y Educación en Ciencias de la Salud.